# Supertanker
 For alternative betydninger, se Supertanker (flertydig). (Se også artikler, som begynder med Supertanker)
Supertanker er det uofficielle navn for en bestemt klasse af tankskibe, som er beregnet til at transportere store mængder af væske. I praksis refererer det typisk til råolie.
Supertankere kaldes almindeligvis VLCC (Very-Large Crude Carriers) op til 300.000 TDW  og ULCC (Ultra-Large Crude Carriers) O/300.000 TDW.
Tankskibe over 250.000 tons DW tonnage, betragtes generelt som supertankere.
Disse fartøjer er de største skibe i verden, større end hangarskibe.
Den største supertanker i 2006 er det norskejede fartøj Knock Nevis bygget mellem 1979 og 1981, som har en fuld lasteevne på 647.955 tons.
| Skib | Spire Denne artikel om skibe eller både er en spire som bør udbygges. Du er velkommen til at hjælpe Wikipedia ved at udvide den. |

- Wikimedia Commons har flere filer relateret til Supertanker